# Буджацька селищна рада
Буджацька се́лищна ра́да — орган місцевого самоврядування Бородінської селищної громади в Болградському районі Одеської області.

## Склад ради
Рада складається з 16 депутатів та голови.
- Голова ради: Окішор Анатолій Олександрович
- Секретар ради: Царан Галина Михайлівна

### Керівний склад попередніх скликань
| Прізвище, ім'я, по батькові   | Основні відомості                                                         | Дата обрання | Дата звільнення |
| ----------------------------- | ------------------------------------------------------------------------- | ------------ | --------------- |
| Арнаутов Степан Степанович    | Селищний голова, 1960 року народження, член Соціалістичної партії України | 26.03.2006   | 31.10.2010      |
| Окішор Анатолій Олександрович | Селищний голова, 1964 року народження, освіта середня спеціальна          | 31.10.2010   |                 |

Примітка: таблиця складена за даними сайту Верховної Ради України

### Депутати
За результатами місцевих виборів 2010 року депутатами ради стали:

#### За суб'єктами висування
| Суб'єкт висування            | Кількість обраних депутатів | %    |
| ---------------------------- | --------------------------- | ---- |
| Партія регіонів              | 11                          | 68,8 |
| Соціалістична партія України | 5                           | 31,3 |